# Claassenia semibrachyptera
Claassenia semibrachyptera és una espècie d'insecte plecòpter pertanyent a la família dels pèrlids.

## Descripció
- Els adults són de color marró groguenc amb les ales marró clar (tot i que la nervadura és més fosca).
- Les ales anteriors dels mascles fan entre 15 i 28 mm de llargària i les de les femelles 25.[5]

## Reproducció
Els ous fan 396-417 micròmetres de llargada i 326-328 d'amplada.

## Distribució geogràfica
Es troba a la Xina: Sichuan.